# Obrona Różana
Obrona Różana, znana bardziej jako walki o przedmoście Różan – walki toczone w czasie kampanii wrześniowej w dniach 4–6 września 1939 pomiędzy dwoma polskimi batalionami z 115 pułku piechoty ze składu 41 Dywizji Piechoty a wojskami niemieckiego Korpusu „Wodrig” z 3 Armii, na przedmościu Różana, nad rzeką Narwią.

## Przygotowania
Różan w chwili wybuchu wojny liczył około 5000 mieszkańców i za jego obroną przemawiało zarówno położenie na lekkim wzniesieniu, jak i trzy forty rosyjskie z I wojny światowej. W miasteczku działał też Ośrodek Wyszkolenia Rezerwy Piechoty oraz kurs Unitarny Szkoły Podchorążych. Przeprawę przez Narew zapewniał drewniany most.
Prace fortyfikacyjne na przedmościu zaczęły się w marcu 1939 i obrona miała bazować na 3 fortach dawnej rosyjskiej twierdzy, otoczonych betonowymi schronami, rowami strzeleckimi i zasiekami. Stare forty zmodernizowano, łącząc je m.in. rowami strzeleckimi, a same forty miały zostać wykorzystane jako schrony, magazyny i punkty dowodzenia, a nie punkty aktywnej obrony, jak zakładano w czasie I wojny światowej. Budowa samych schronów szła dość wolno i dopiero w lipcu 1939 odnotowano znaczące postępy. Ostatecznie wybudowano tylko 3 takie bunkry – dwa w forcie nr I, trzeci w forcie nr II. Dodatkowo powstały dwa forty ziemne pozbawione umocnień stałych.
Dowódcą przyczółka został ppłk Czesław Rzedzicki, dowódca 115 pułku piechoty, wchodzącego w skład 41 Rezerwowej Dywizji Piechoty, sformowanej w końcu sierpnia 1939 roku, głównie w oparciu o Szkołę Podchorążych w Komorowie oraz Ośrodek Szkolenia Piechoty w Różanie. Weszła ona w skład Grupy Operacyjnej „Wyszków”. 115 pp składał się z 2 batalionów, trzeci zmobilizowany w Pułtusku nie dotarł do Różana i brał udział w walkach o przedmoście pułtuskie. Zadaniem I batalionu była m.in. obrona fortu nr I i ewentualne udzielenie wsparcia batalionowi II, obsadzającego forty II i III.
Oprócz obsadzenia zachodniego brzegu rzeki, część wojska znalazła się na drugim brzegu rzeki, tutaj znalazła się cała wspierająca artyleria (12 dział 75 mm), 115 kompania saperów oraz I kompania cekaemów plot.

## Przed bitwą
W pierwszych dniach września 1939 doszło do szeregu bitew granicznych i odwrotowych, w wyniku czego doszło do reorganizacji sił polskich i powstania 1 września Grupy Operacyjnej „Wyszków”. Grupa ta miała początkowo tworzyć odwód Naczelnego Wodza, została jednak oddana do dyspozycji Armii Modlin. W rezultacie kilkudniowych bojów pod Mławą, w nocy z 2 na 3 września 3 Armia niemiecka dokonała przegrupowania, aby obejść umocnienia pod Mławą bokiem. 3 września rozpoczął się odwrót spod Mławy 20 Dywizji Piechoty, w nocy zaś Mazowieckiej Brygady Kawalerii. 4 września Mazowiecka Brygada Kawalerii stoczyła bitwę z nacierającą niemiecką 12 Dywizją Piechoty, 1 Brygadą Kawalerii i wspierającymi je czołgami z Dywizji Pancernej „Kempf” i została zmuszona do wycofania się za linię Narwi w rejonie Pułtuska.
4 września główne siły Armii Modlin, tj. mocno nadwerężone 20 i 8 Dywizja Piechoty, wycofały się za linię Wisły celem restrukturyzacji. W ten sposób powstała dziura w ugrupowaniu obronnym i oceniano, że natarcie niemieckie przejdzie na Warszawę przez Wisłę w rejonie Modlina. W celu załatania tej wyrwy planowano użyć wojska Grupy Operacyjnej „Wyszków” oraz wybranych oddziałów Samodzielnej Grupy Operacyjnej „Narew” do ataku na zachód od Różana. W wyniku zwiadu lotniczego zdecydowano się bronić pozycji ryglowej pomiędzy Pułtuskiem a Różanem, jednak rozkazu tego nie wydano, bowiem w ręce polskie wpadła zdobyczna mapa, którą źle zinterpretowano i w rezultacie niemieckie natarcie na Różan dotarło w trakcie przegrupowywania wojsk. Wbrew polskim przewidywaniom 3 Armia ruszyła w kierunku południowo-wschodnim, a nie w pogoni za Armią Modlin.

## Bitwa
5 września rano zaczęło się natarcie niemieckiej Dywizji Pancernej „Kempf” na przedmoście różańskie. Do pierwszych starć doszło w rejonie wsi Sieluń między polskim plutonem piechoty a niemieckim oddziałem rozpoznawczym. Po odpartym niemieckim ataku z udziałem artylerii i czołgów pluton wycofał się do wsi Dyszobaba, gdzie po zaciętej walce cała kompania wycofała się do fortu nr I. Podobnie skończyła się potyczka we wsi Załuzie.
W ciągu dnia w rejon Różana nadciągnęły siły niemieckiej 12 Dywizji Piechoty i 1 Brygady Kawalerii, co pogorszyło sytuację obrońców pozbawionych wsparcia (stosunek sił około 10:1, znaczna przewaga w artylerii, broń pancerna, wsparcie lotnictwa). Około godziny 10.00 rozpoczęło się niemieckie przygotowanie artyleryjskie i nalot lotnictwa. W wyniku jego przerwana została łączność telefoniczna, także ze wspierającą artylerią, na dodatek pozbawioną dowódcy, który nie dojechał na czas z Zambrowa. Po ostrzale piechota opuściła schrony i odparła atak czołgów piechoty pomimo braku wsparcia własnej artylerii. Pierwsze natarcie niemieckie załamało się na przedpolu fortów.
Około godziny 12.00 nastąpiło główne natarcie niemieckie, poprzedzone nalotem i przygotowaniem artyleryjskim, tym razem z wykorzystaniem artylerii dywizyjnej 12 Dywizji Piechoty. Natarcie nastąpiło jednocześnie z 3 kierunków, ale udało się je odeprzeć przy wsparciu artylerii z przedmościa – Niemcy stracili kolejne czołgi. Po tym natarciu nastąpił znów ostrzał artyleryjski i nalot bombowy, które jednak uczyniły niewielkie straty wśród ukrytych w schronach obrońców. Po tym nalocie doszło do walki o cmentarz – ważny punkt obrony, dający widok na most i starorzecze, jednak i on został odparty.
Późnym popołudniem doszło do próby sforsowania Narwi w rejonie miejscowości Chełsty, jednak II batalion odparł ten atak. Około godziny 18.00 zostało przerwane niemieckie natarcie. Tego dnia straty Niemców wyniosły kilkanaście czołgów (12-18), Polacy natomiast stracili ok. 20 zabitych i 50 rannych.
O godzinie 18.15 Naczelne Dowództwo wydało rozkaz uderzenia na zachód z rejonu Pułtuska, opierając się nadal na wiadomościach zawartych w zdobycznej mapie. Rozkaz ten wysłany został też drogą radiową do SGO „Narew”, ale sformułowany w taki sposób, że wynikało z niego, że Różan przechodzi pod jego komendę. W związku z tym wydano rozkaz opuszczenia nocą przyczółka mostowego w Różanie, przy czym w trakcie wycofywania nie tylko nie zniszczono mostu, ale nie zameldowano też o wycofaniu Naczelnemu Dowództwu. Przed północą 5 września zostały ewakuowane siły obrońców, a oddziały pozorujące przekonały Niemców do pozostania na pozycjach.
6 września około godziny 10.00 rano zaczęło się forsowanie Narwi przez Niemców, na odcinku 25 km obsadzonym siłami 41 Dywizji Piechoty. O 6.00 rano rozpoczęło się przygotowanie artyleryjskie, przy czym obserwator znajdował się w balonie na uwięzi, zestrzelonego przez polskiego „Łosia” kaprala Edwarda Janika z 217 eskadry bombowej. Wkrótce zaczął się też niemiecki nalot, w którym wykorzystano bomby zapalające. Polacy bronili się dzielnie, około 10.30 nadszedł rozkaz o wycofaniu 41 Dywizji Piechoty w rejon Pułtuska z pozostawieniem obrony mostu. Po wydaniu rozkazów przygotowania do wymarszu gen. Piekarski pojechał do gen. Kowalskiego wyjaśnić ten rozkaz. Gdy wrócił o 15.00, Niemcy mieli już 2 przyczółki. Z jednego z nich w rejonie Chełst zostali wyparci w wyniku popołudniowego kontrataku polskiej piechoty która utrzymała go do godziny 20.00, kiedy przyszedł rozkaz od Naczelnego Wodza nakazujący utrzymać się na Narwi za wszelką cenę. Wobec wdarcia się niemieckiej 1 Brygady Kawalerii i braku łączności z dowództwem, dowódca 115 pułku piechoty (sąsiadującego ze 114 pułkiem broniącym przeprawy) wydał rozkaz wycofania się na wschód. Próba kontrataku siłami 116 pułku piechoty nie udała się, okazało się, że pułk ten odmaszerował na Pułtusk zgodnie z wcześniejszymi rozkazami – w rezultacie pułk zawrócony z drogi nie odniósł sukcesu w próbie wyparcia niemieckiej kawalerii za Narew.
W nocy z 6 na 7 września 41 DP wycofała się spod Różana, mimo że w pobliżu stała 33 Dywizja Piechoty z SGO „Narew”, która wykonywała rozkaz z 5 września o przegrupowaniu w rejon Pułtuska i Wyszkowa – rozkaz o obronie Narwi dotarł do niej dopiero 7 września rano. 6 września około godziny 22.00, 33 DP wycofała się znad Narwi, idąc w 2 kolumnach marszowych: 133 pułku piechoty i 134 pułku piechoty. W rejonie wsi Ponikiew niemieccy kawalerzyści zrobili zasadzkę, w wyniku czego straty poniosły i 134 pp z 33 DP i 115 pp z 41 DP. Dopiero przybycie 114 pułku piechoty pozwoliło około 2.00 nad ranem na odparcie Niemców. W tym czasie walki prowadził też 135 pułk piechoty w rejonie miejscowości Góra, najpierw z niemiecką kawalerią, później z oddziałami 12 Dywizji Piechoty, w ostatniej chwili wyrywając się z okrążenia.

## Po bitwie
O świcie 7 września oddziały 33 DP i 41 DP znalazły się w Puszczy Białej i kierowały się na Wyszków. Naczelny Wódz poznał plany niemieckie, ale nie znając sytuacji na froncie, miał jeszcze nadzieję na utrzymanie Narwi i wyrzucenie Niemców za rzekę. Miała tego dokonać SGO „Narew”, którą dowodzący gen. Młot-Fijałkowski sam ruszył na poszukiwanie oddziałów 2 „zaginionych” dywizji. W tym czasie nadszedł nowy rozkaz Naczelnego Dowództwa – o odwrocie wszystkich sił na nową linię obronną wzdłuż Bugu – Wisły – Sanu.